# Marina Europahafen

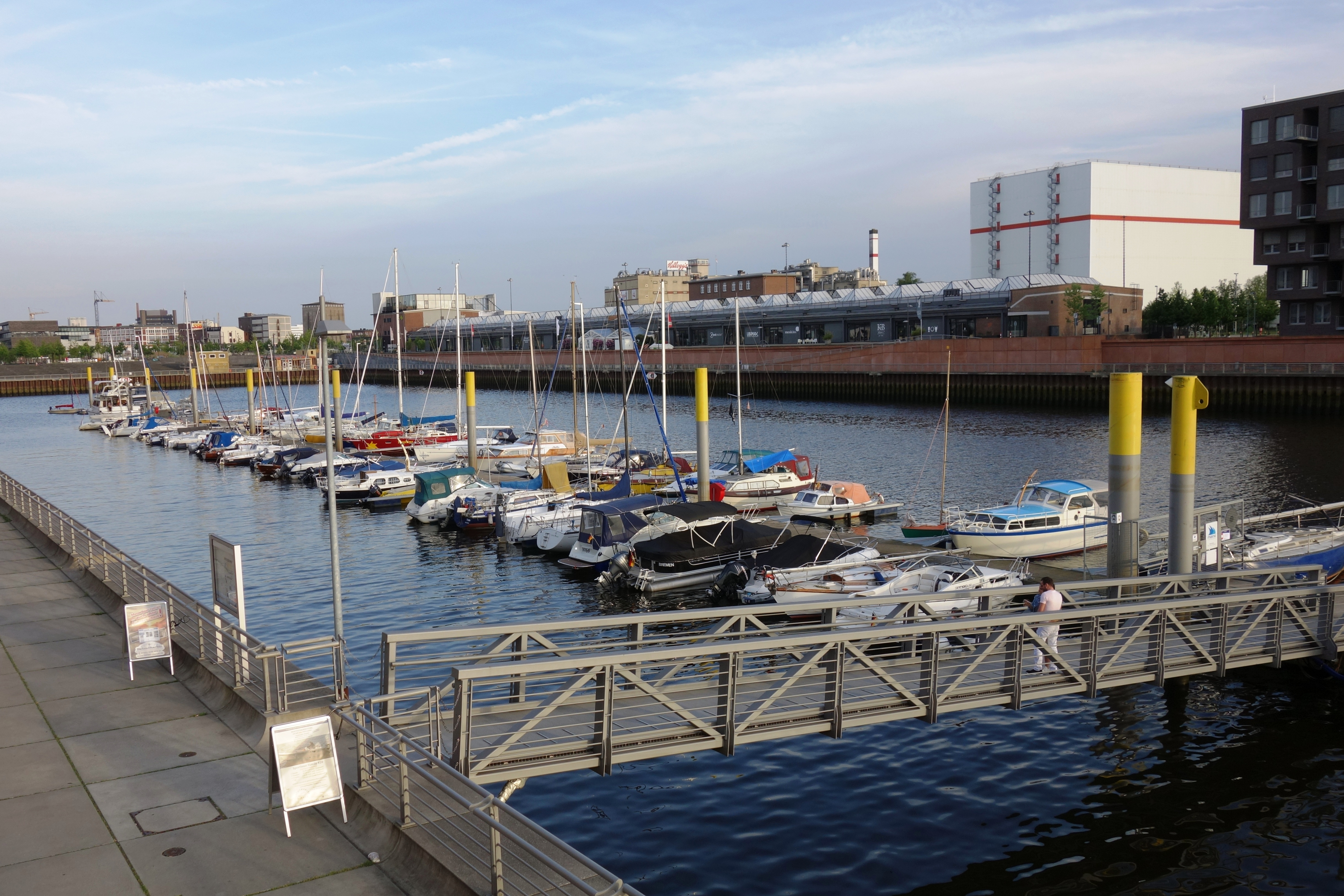
Schwimmsteg der Marina Europahafen

Die Marina Europahafen ist ein öffentlicher Sportboothafen in der Bremer Überseestadt.

## Geschichte

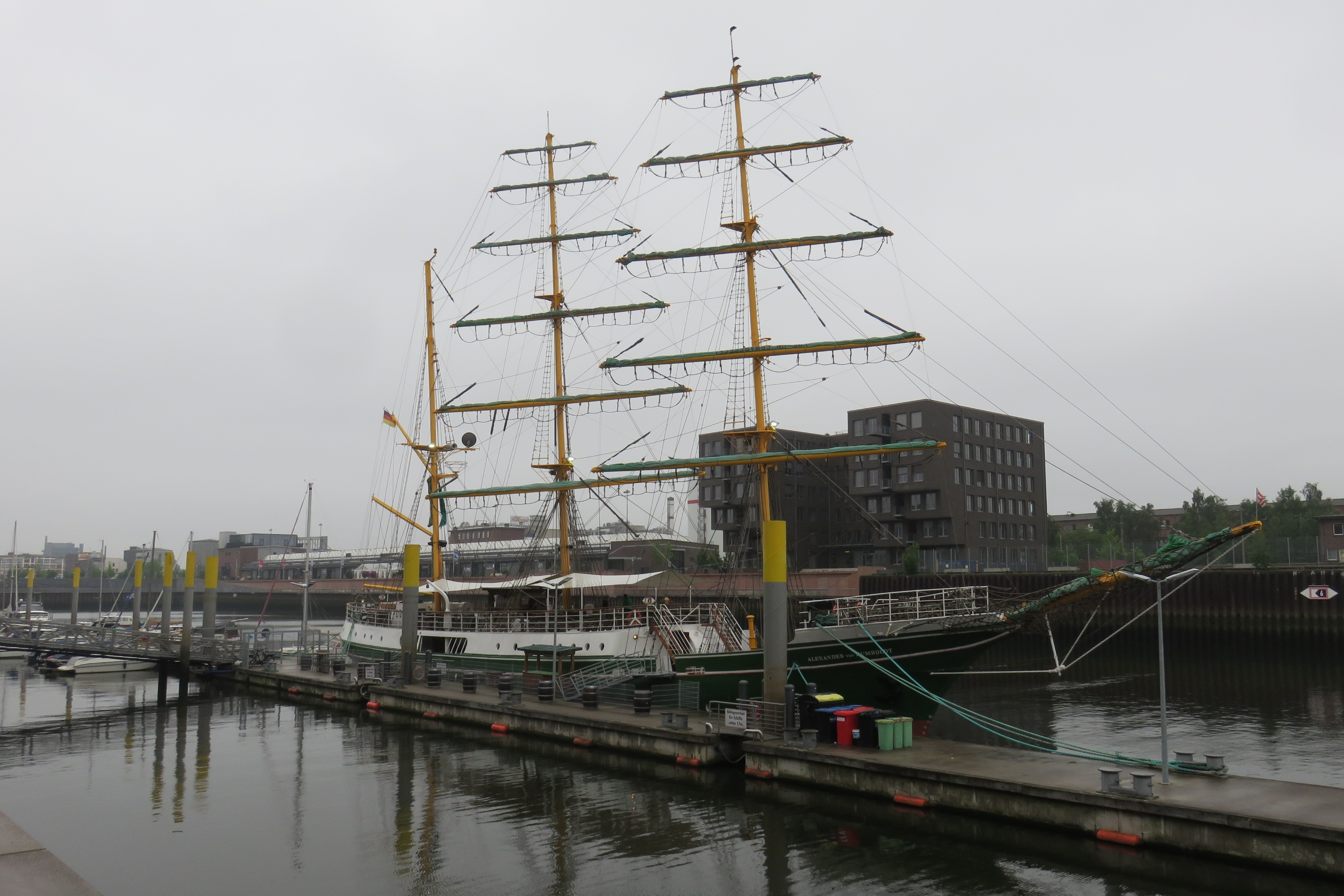
Alexander von Humboldt in der Marina Europahafen

Mit der Umsetzung des Stadtentwicklungsvorhabens „Überseestadt“ begannen 2005 die ersten Planungen für einen Sportboothafen im stillgelegten Bremer Europahafen. Es dauerte jedoch bis Ende April 2011, bis die ersten Dalben für den Schwimmsteg gesetzt werden konnten. Zuletzt wurde Ende Mai 2011 die Verbindungsbrücke zur Kaje installiert. Die offizielle Einweihung erfolgte am 18. Juni 2011 mit einer von dem Traditionsschiff Friedrich angeführten Bootsparade.
Zum Saisonbeginn 2012 wurde der Schwimmsteg auf 170 m verlängert und 2015 wurden zusätzliche Fingerstege installiert. Bevor das Segelschiff Alexander von Humboldt im Oktober 2016 an die Bremer Schlachte verlegt wurde, hatte es seinen Liegeplatz ab April 2015 in der Marina Europahafen.

## Ansteuerung
Die Marina zweigt beim Flusskilometer 4,0 von der Unterweser ab. Sie ist ganzjährig geöffnet und kann auch von Segelbooten mit stehendem Mast angelaufen werden.